# Gonopody
Gonopody jsou funkčně přeměněné končetiny některých korýšů a mnohonožek, případně přívěsky hmyzu, sloužící jako samčí kopulační orgány. Jedná se obvykle o párové orgány.

## Korýši
U korýšů z řádu desetinožců jsou gonopody přeměněné plovací nožky (abdominální končetiny, pleopody) sloužící k přenosu spermií.
U raků mají podobu drobných klepítek a slouží k předání spermatoforů samici. U některých druhů z čeledi Cambaridae přechází samci střídavě z reprodukce schopné formy (forma I) do formy nepářící (forma II) a naopak. Spolu se změnou formy se mění i tvar gonopod, kdy u formy I mají úzké a dlouhé hroty a mléčně bílou barvu a u formy II mají kratší a tupé hroty a žlutavou barvu. Gonopody jsou jedním z klíčových znaků při určování pohlaví raků.

## Mnohonožky
U mnohonožek jsou gonopody pozměněné kráčivé končetiny, kterými samci předávají při páření spermatofor. Svinulím gonopody chybí.